# 도카이 여객철도 383계 전동차
도카이 여객철도 383계 전동차(일본어: JR東海383系電車)는 1994년에 등장한 도카이 여객철도(JR 도카이)의 직류 특급형 전동차이다.

## 개요
주오 사이선(주오 본선) - 시노노이 선 계통의 특급 열차용으로 1972년부터 운용되어 노후된 381계 전동차를 교체하기 위한 목적으로 개발된 진자식 전동차이다. 곡선 통과시 차체 기울이는 방식으로 컴퓨터 제어를 채용한 '제어 부가 자연 진자 방식'을 채용하여 '자연 진자 방식'의 381계와 비교할 때 곡선 통과 성능과 승차감이 개선되었다.
1994년 8월에 시험 제작 차량이 완성되고 각종 시운전 후 1995년 골든 위크를 앞두고 임시 특급 '시나노'로 영업 운행을 개시했으며 1996년 12월부터 대량 양산차가 완성되어 본격적으로 정기 열차 운용을 개시했다. 1995년 통상산업성(현 경제산업성) 굿 디자인 상품(현 일본산업디자인진흥회 굿디자인상)에 선정되었으며 1996년 철도 친우회 로렐상을 수상했다. 제조는 일본차량제조, 가와사키 중공업, 히타치 제작소가 담당했다.

## 사양•구조

### 차종 체계
편성중인 전동차와 부수차가 같은 수인 MT비 1:1의 열차로 구성하여, 전동차는 모두 짝수 방향(도카이도 본선상에서 하행 고베 방면)으로 연결된다. 주 회로를 구성하는 전장기기를 모두 1량의 전동차에 탑재하는 1M 방식을 채용하였으며, 각 차량의 형식은 모두 '383'이다. 짝수 형식(382형)은 존재하지 않는다.

### 차체
스테인리스제의 경량차체를 채용하여 운전대를 포함한 전두부만 보통강으로 이루어져 있다. 외부도색은 스테인레스 외판의 무도장이며 차체 측면 가운데에 핀 스트라이프 모양의 의장으로 다크그레이의 띠, 정면 및 객실창 바로 아래의 차체 둘레에 오렌지색의 띠를 배치한다. 객실창 및 정면 창틀 주위는 흑색이다. 승객용 출입문은 주로 자유석으로 사용하는 차량에 측면 2곳, 다른 차량은 측면 1곳에 마련되어 있다. 차체 단면은 승객 창문 부분만 수직으로 구성되었으며, 지붕 상부와 창아래 중간부를 차체 기울어짐에 대비하여 크게 확보하였다.
수송 상황의 변화에 따라 복수의 차량을 병결•분리하도록 하는 운용법을 취하기 위해 중간에 연결할 필요가 있는 운전대 부착 차량의 전두부에는 관통로가 설치되었으며, 관통문으로는 양방향 개폐의 플러그 도어를 채택했다. 나가노 방면 선두에 연결되는 운전대 부착 그린차(1등차) 쿠로 383형(기본 번대)만은 관통문을 탑재하지 않고 전두부에는 전면 조망을 배려한 파노라마 양식의 좌석을 설치했다.
내장은 그린차가 청색조, 보통차가 회색조의 색상이다. 기존 차량에 비해 좌석 공간이 확장되었으며 좌석은 전후의 간격(시트 피치)을 그린차 1,200mm, 보통차 1,000mm로 확대하였고 착석면의 폭도 그린차 460mm, 보통차 455mm로 확보하고 있다. 측면창은 높이 치수를 950mm로 확대하였다.
배리어 프리 적용으로 모하 383형(기본 번대)에 휠체어 대응 설비를 탑재하였으며, 일부 차량에는 승객용 출입문에 도어 차임을 설치했다.

### 제어계 • 전장계
주회로 제어는 VVVF 인버터 방식을 채용하였고, 정류 소자에 GTO 사이리스터를 사용하였으며 주제어 장치는 도시바제이다. 집전장치는 싱글암식 팬터그래프 C-PS27형으로 모두 JR 도카이의 재래선용 차량에서는 첫 채용이 되었다.
곡선 통과 대책으로 탑재된 본 계열의 진자(틸팅) 기능은 대차에 탑재한 베어링 가이드식의 차체경사장치를 컴퓨터 제어의 공기 실린더로 동작시키는 '제어 자연 진자 방식'이다. 차체 기울임을 곡선 주행시의 원심력에만 의존하는 381계의 '자연 진자 방식'에서 드러난 '기울임 지연'과 '회복 지연'을 해소하여 곡선 통과 속도의 향상과 승차감의 개선을 도모했다. 최고속도는 130km/h, 곡선 통과 속도는 최대 제한속도+35km/h(반경 600m 이상)이다.
팬터그래프는 차체에 직접 탑재되었으며 틸팅 기능의 사용은 가선 대책이 실시된 나고야 - 나가노 구간에 한정된다. 팬터그래프 접이 높이는 3,890mm까지 내릴 수 있어 건축 한계가 주오 본선 나카쓰카와 역 이동보다 작은 미노부선으로의 입선도 틸팅 기능을 정지한 조건에서 가능하다.

### 대차
2차 서스펜션에 공기 용수철을 이용한 볼스터리스 대차 C-DT61형(동력 대차) C-TR245형(부수 대차)이며, 축상지지는 원추 고무 지지, 틸팅장치로는 베어링 가이드식의 차체경사장치를 탑재한다. 곡선 통과시 선로에 가해지는 횡압을 억제하기 위한 장치로 한쪽 편의 축상(차체단 측)의 지지 강성을 부드럽게 하여 차축을 선로와 직각으로 유지하는 자기조향장치를 탑재한다.

### 제동 장치
회생•발전 제동 병용 전기지령식 공기제동이다. 발전 제동을 탑재한 것은 열차 횟수가 적은 구간에서는 회생 제동이 가능하지 않기(회생 실효) 때문이다.

### 그 외 설비
보안 장치는 ATS-ST형과 ATS-PT형을 탑재한다.
보조 전원 장치는 정지형 인버터(SIV) C-SC36형, 전동 공기압축기(CP)는 정숙성이 뛰어난 스크롤식을 채용한다.

## 형식별 개설

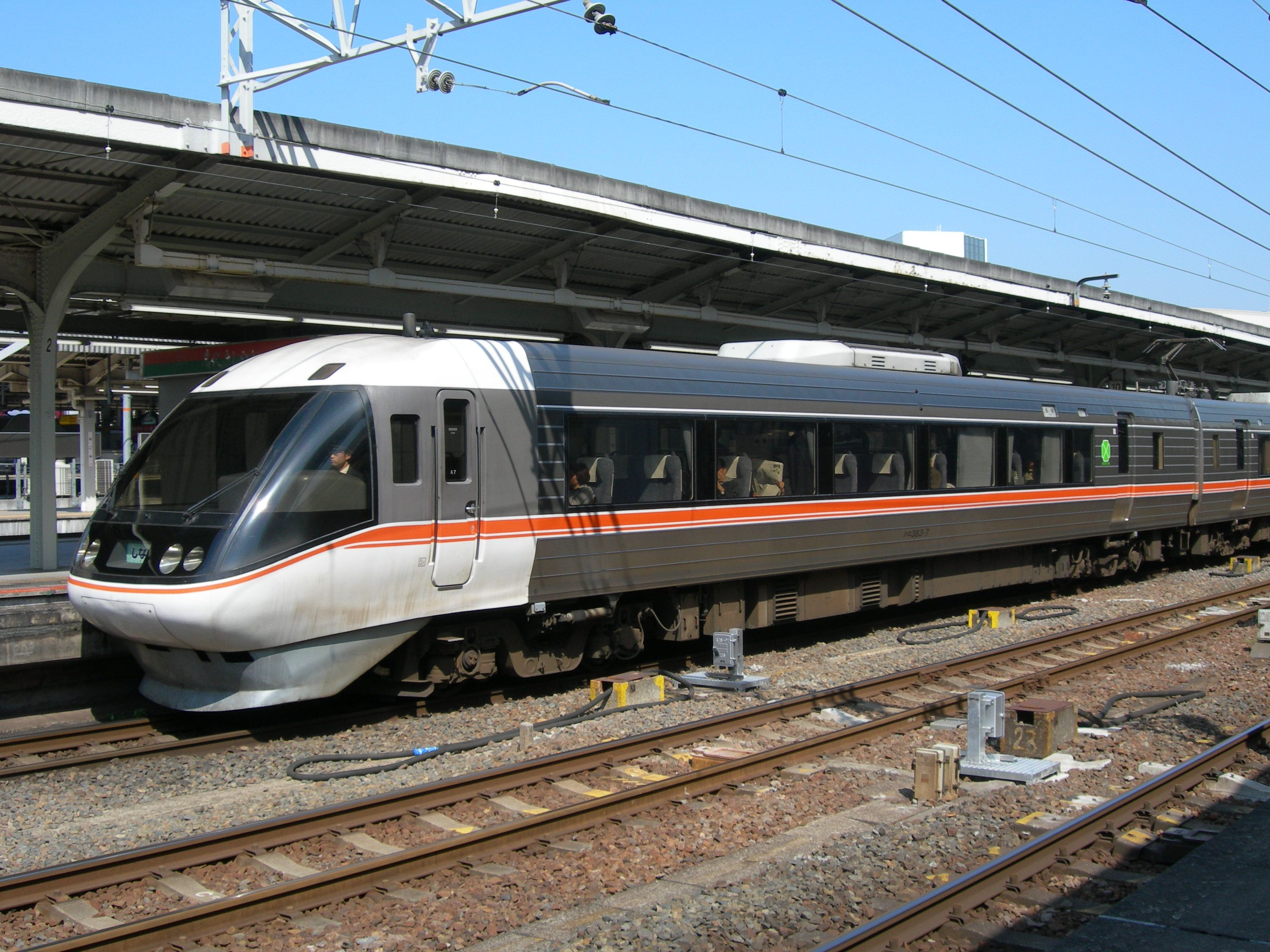
쿠로 383형 기본 번대
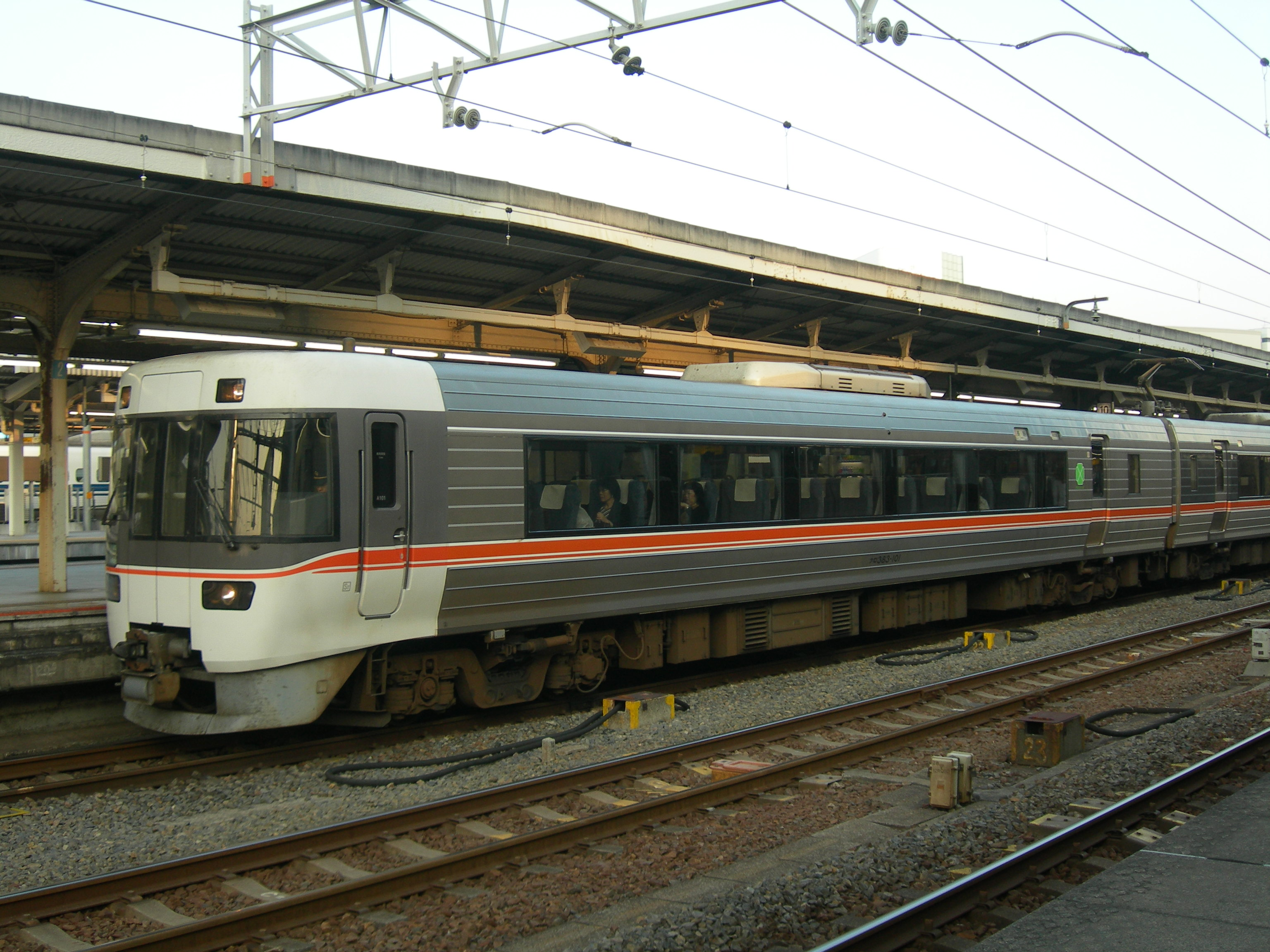
쿠로 383형 100번대
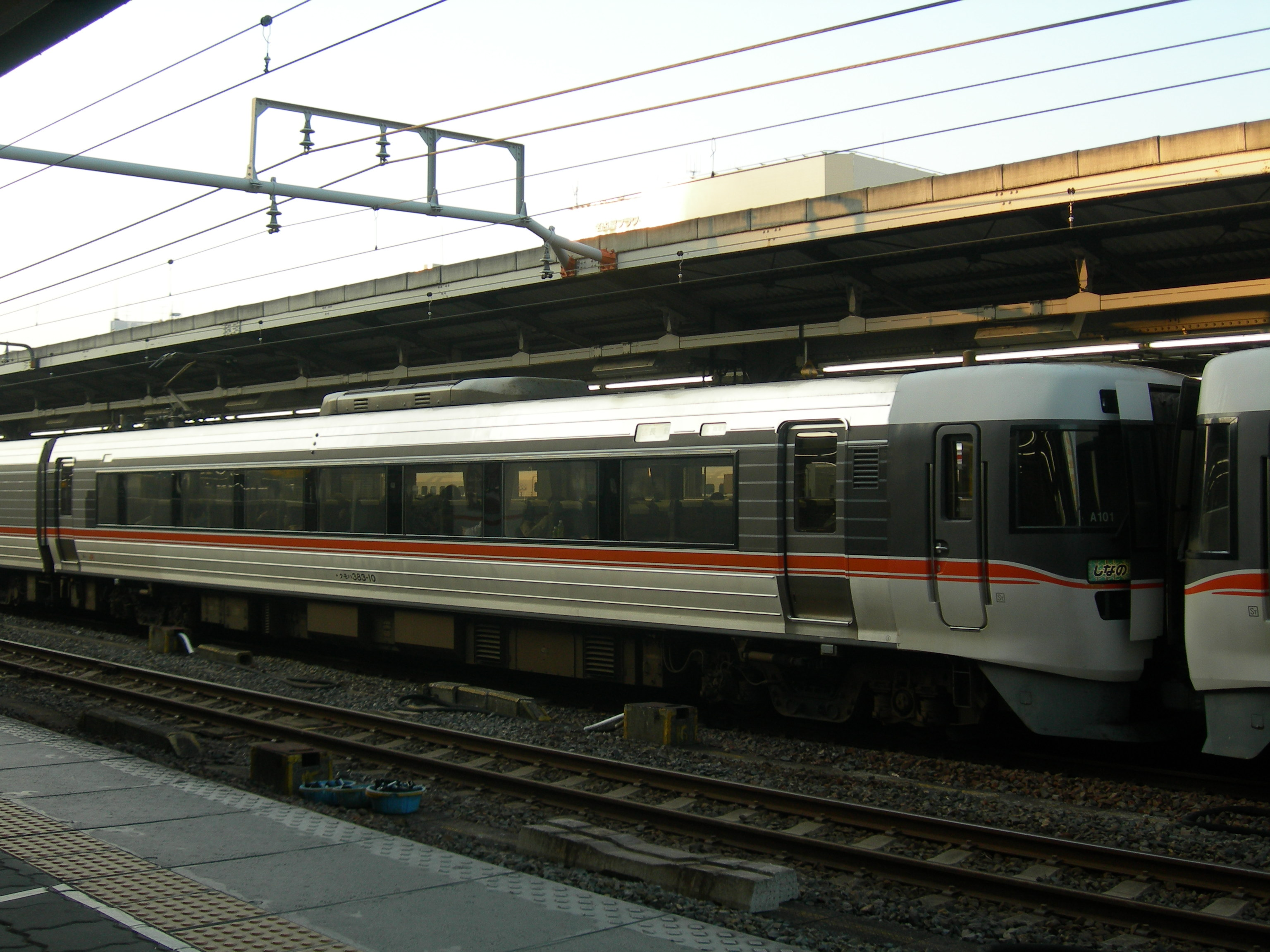
쿠모하 383형
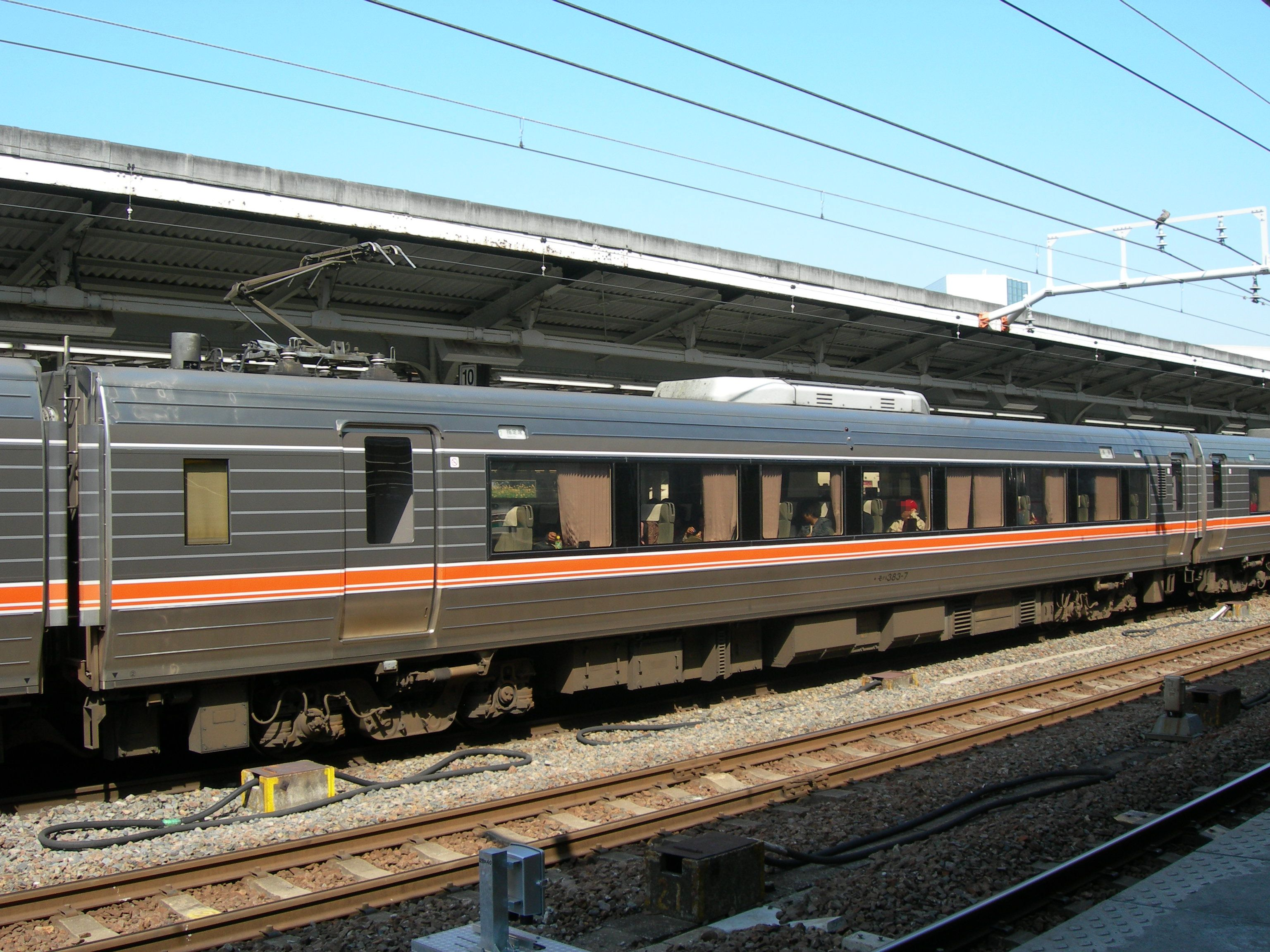
모하 383형
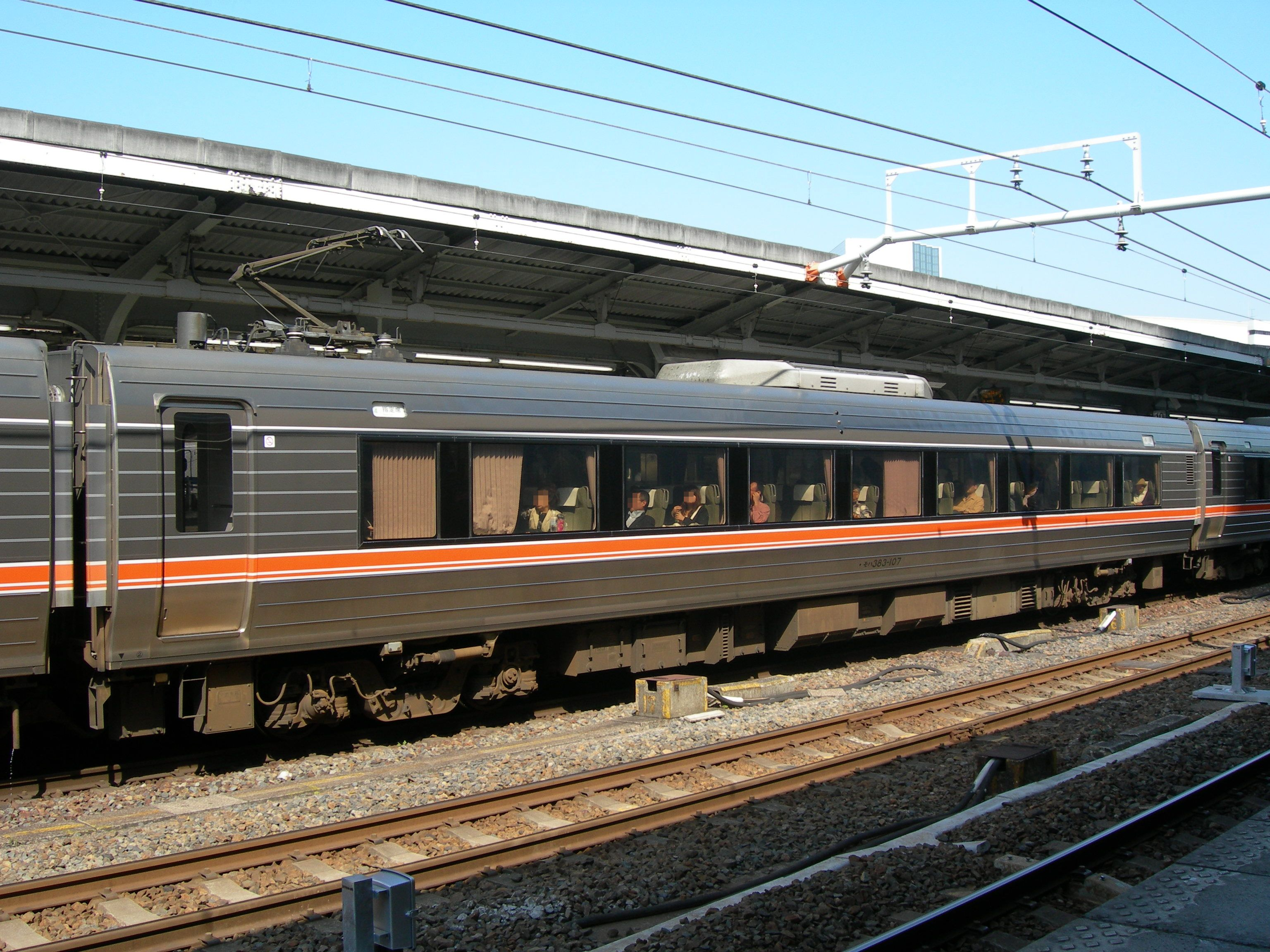
모하 383형 100번대
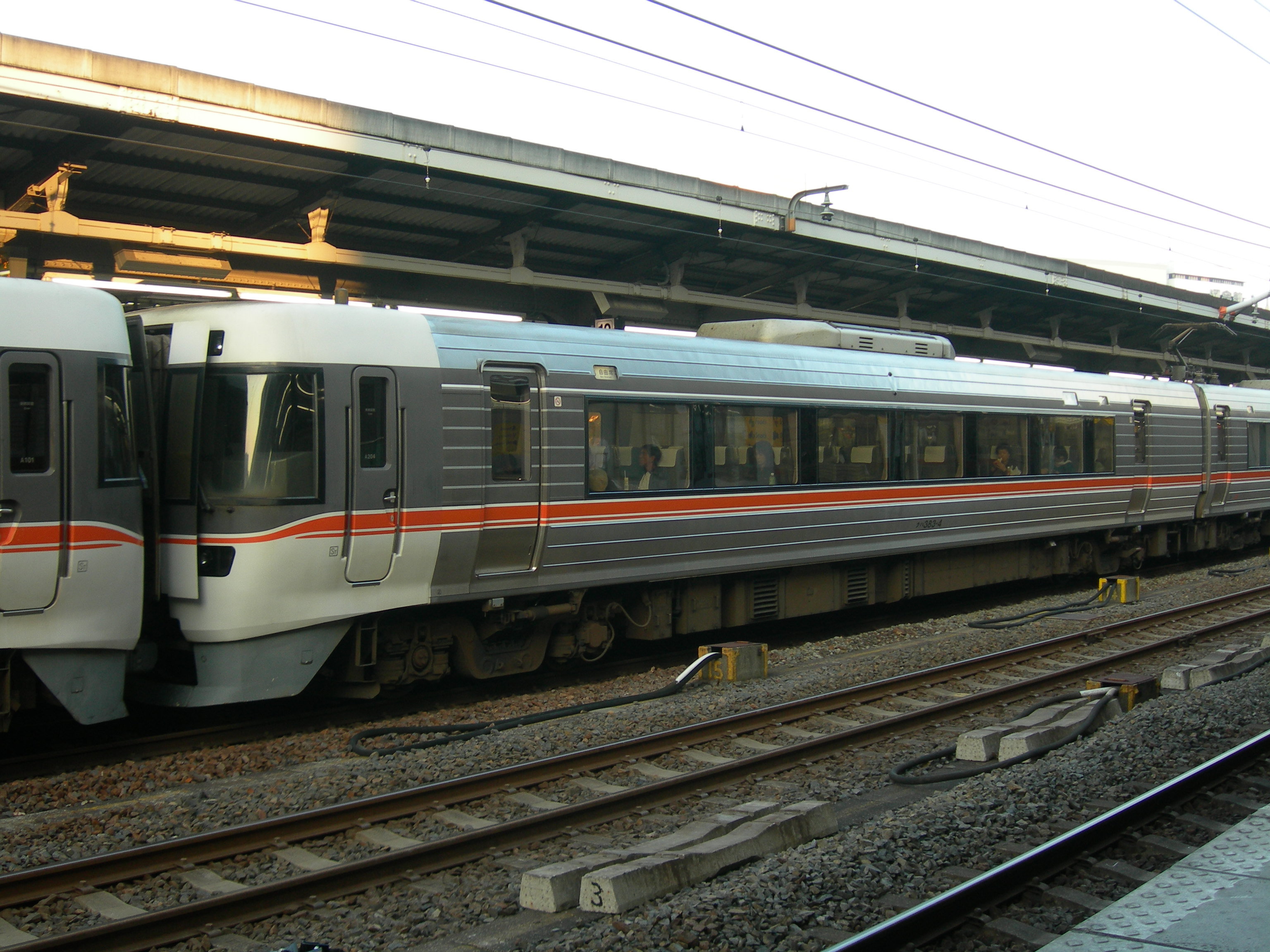
쿠하 383형
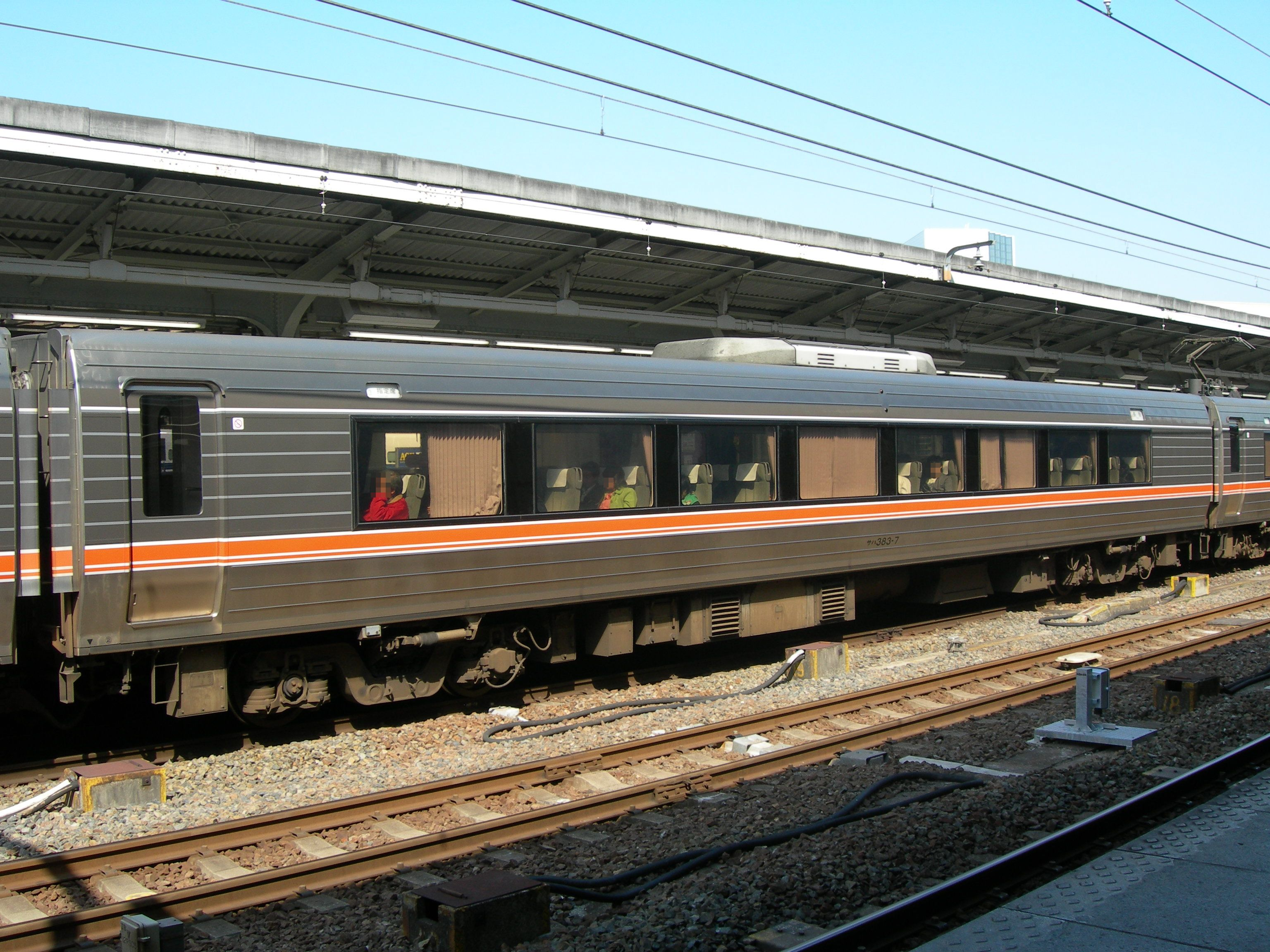
사하 383형
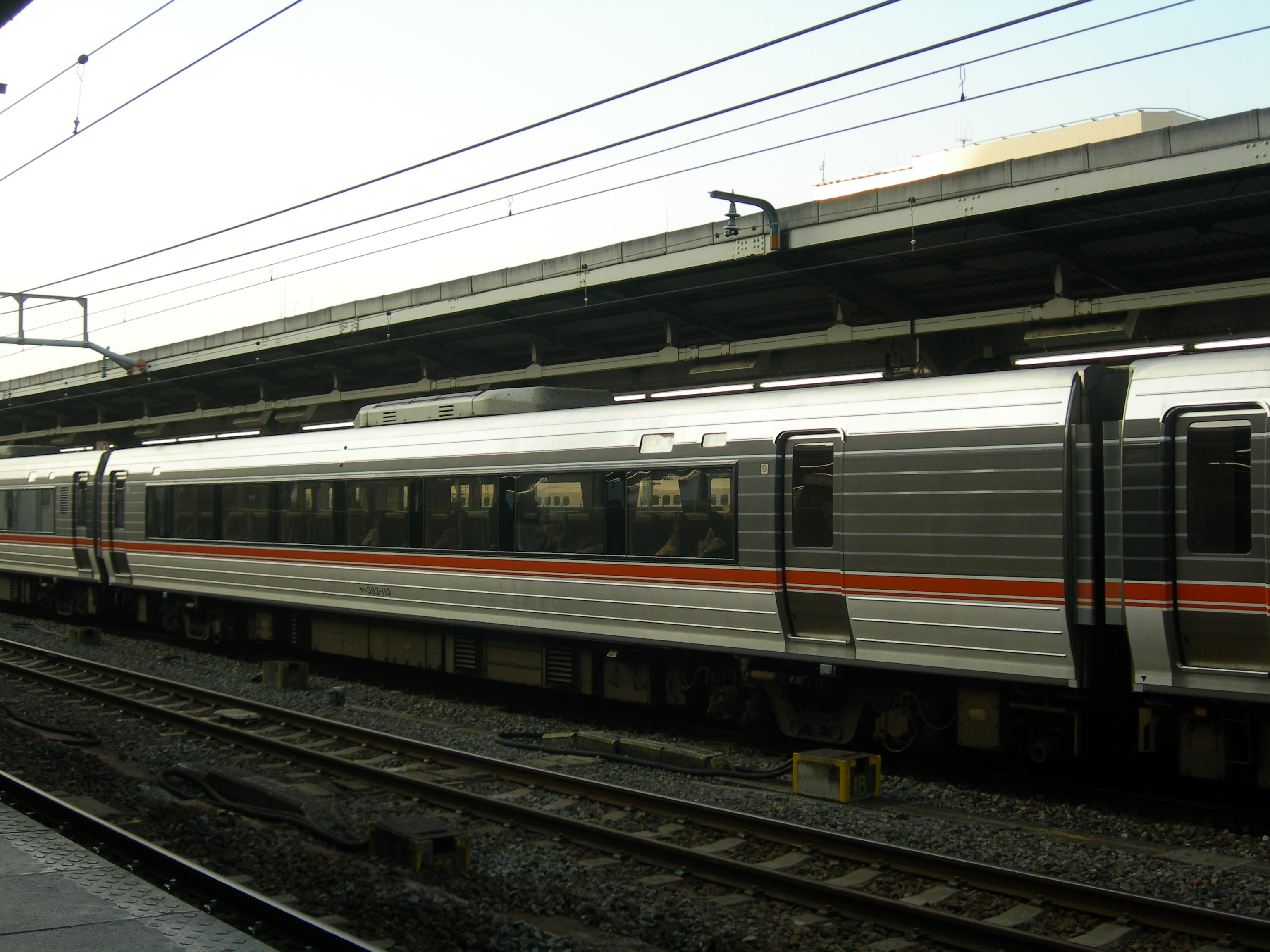
사하 383형 100번대

쿠로 383형
운전대를 탑재한 그린차(1등차)이며, 설비의 차이는 아래와 같이 구분된다.
- 기본 번대(Tsc1)
전두부에 파노라마 형태의 객실을 갖추었으며 관통문은 탑재되지 않는다. 정원은 44명이다. 6량 편성의 나가노 방면 선두로 조성된다.
- 100번대(Tsc2)
병결운용에 대응하기 위해 전두부에 관통문이 있다. 4량 편성의 나가노 방면 선두에 연결된다.

쿠모하 383형(Mc)
운전대를 탑재한 제어 전동차이며 전면에 관통문이 있고 승객용 출입문은 측면 2곳에 마련되어 있다. 정원은 60명이다. 각 편성의 나고야 방면 선두에 연결된다.
모하 383형
운전대가 없는 중간 전동차이며 6량 및 4량 편성에 조성된다. 설비의 차이는 아래와 같이 구분된다.
- 기본 번대(M1)
휠체어 대응 설비를 탑재했으며 정원은 59명, 승객용 출입문은 측면 2곳에 있다.
- 100번대(M2)
일반 좌석 설비만을 탑재했으며 정원은 68명이다. 승객용 출입문은 측면 1곳에 있다. 6량 편성에만 조성된다.

쿠하 383형(Tc)
운전대를 탑재한 제어차이며 2량 편성의 나가노방면으로 조성된다. 차량 단부에 화장실을 탑재했다.
사하 383형
부수차이며 6량 및 4량 편성에 조성된다. 설비의 차이는 아래와 같이 구분된다.
- 기본 번대(T1)
승객용 출입문은 측면 1곳, 차량 단부에 일본식 화장실을 설치했다. 정원은 64명이다. 6량 편성에만 조성된다.
- 100번대(T2)
승객용 출입문은 측면 2곳, 차량 단부에 서양식 화장실을 설치했다. 정원은 60명이다.

- 쿠로 383형 기본 번대
- 쿠로 383형 100번대
- 쿠모하 383형
- 모하 383형
- 모하 383형 100번대
- 쿠하 383형
- 사하 383형
- 사하 383형 100번대

## 편성·운용

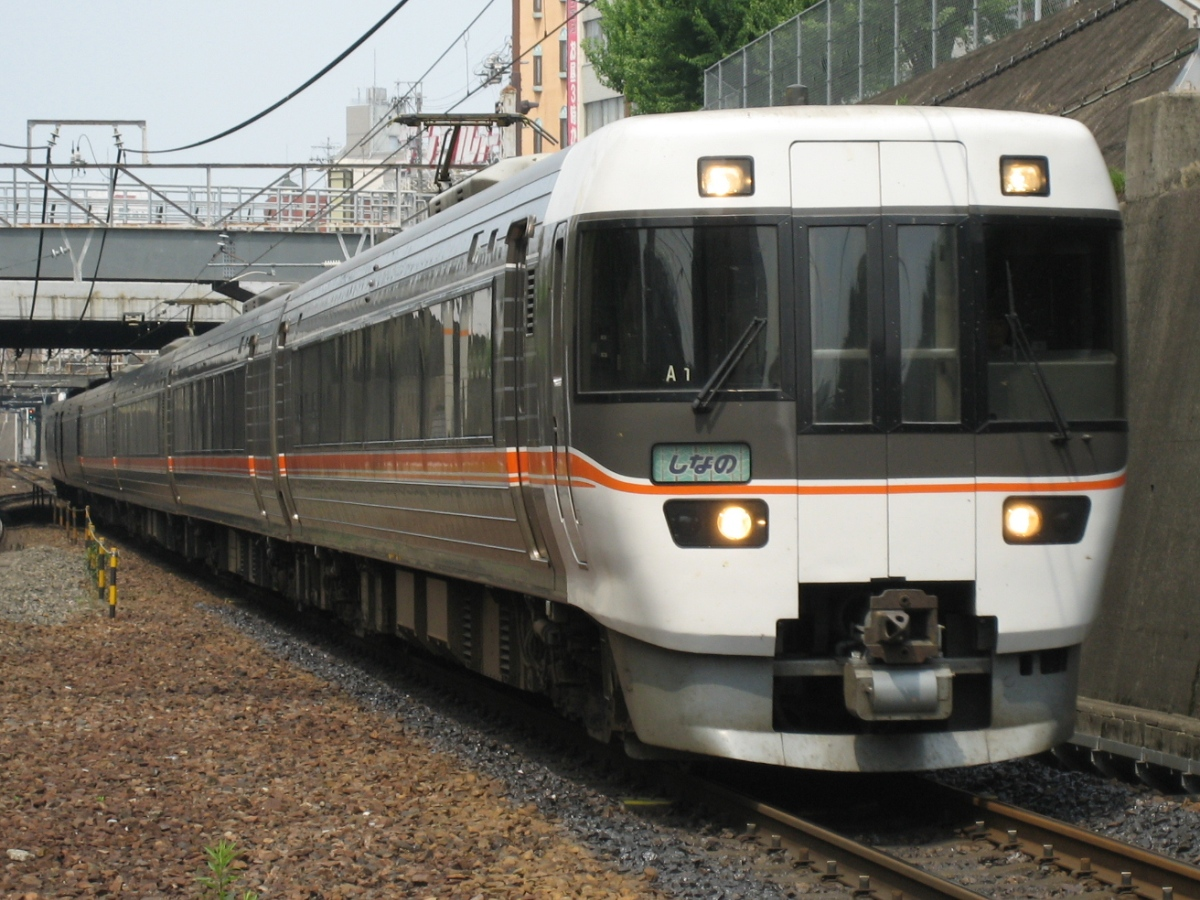
관통형 선두차

진료 차량구에 본 계열 차량 전 76량을 배치하였으며, 아래의 열차로 사용한다
- '시나노'(오사카·나고야 - 나가노)
- '홈라이너 나카쓰카와'
- '홈라이너 다지미'
- '홈라이너 미즈나미'

편성의 내역은 아래와 같다.
|          |          |              | ←나가노나고야·오사카→ |                    |                    |                    |                    |                    |
| 6량 편성 | A0편성   | 9편성(54량） | 쿠로 383 -0 (Tsc1)    | 모하 383 -0 (M1)   | 사하 383 -0 (T1)   | 모하 383 -100 (M2) | 사하 383 -100 (T2) | 쿠모하 383 -0 (Mc) |
| 4량 편성 | A100편성 | 3편성(12량） | 쿠로 383 -100 (Tsc2)  | 모하 383 -0 (M1)   | 사하 383 -100 (T2) | 쿠모하 383 -0 (Mc) |                    |                    |
| 2량 편성 | A200편성 | 5편성(10량） | 쿠하 383 -0 (Tc)      | 쿠모하 383 -0 (Mc) |                    |                    |                    |                    |

편성 조성의 사례는 아래에 게시되어 있다.
|           | ←나가노나고야·오사카→ |           |           |   |     |     |     |
| 6량 운용  | 6량(단독)             | 6량(단독) | 6량(단독) |   |     |     |     |
| 6량 운용  | 4량                   | +         | 2량       |   |     |     |     |
| 8량 운용  | 6량                   | 6량       | 6량       | + | 2량 |     |     |
| 8량 운용  | 4량                   | +         | 2량       | + | 2량 |     |     |
| 10량 운용 | 6량                   | 6량       | 6량       | + | 4량 | 4량 | 4량 |
| 10량 운용 | 6량                   | 6량       | 6량       | + | 2량 | +   | 2량 |
| 10량 운용 | 4량                   | +         | 2량       | + | 4량 | 4량 | 4량 |

기본편성이었던 6량 편성과 증결용 편성이었던 4량 편성·2량 편성의 운행거리를 극력 균등화하기 위해 4량 편성+2량 편성으로 조성했던 정기운용이 존재한다. 이전에는 계절 열차로 격하되기 전의 야행열차 '치쿠마'의 운용 외에도 '센트럴라이너'의 수송력 부족 대응과 전용으로 운용되는 313계 8000번대의 증비까지 짧은 기간동안 373계와 같이 사용된 적이 있다.
2007년에 임시 및 파동 대응용으로 존재했던 381계가 폐차되었기 때문에 성수기에 오이토 선 하쿠바 역까지 연장 운행한 임시 '시나노' 81·84호도 383계 A101 - A103편성 운행으로 변경되었다.